# Equipo femenino de gimnasia artística de Alemania Democrática
El equipo femenino de gimnasia artística de Alemania Democrática representó a Alemania Oriental en las competiciones internacionales de la FIG.

## Historia
Poco después de la Segunda Guerra Mundial, Alemania se dividió en Alemania Oriental y Alemania Occidental. Durante muchos años, Alemania Oriental y Occidental había competido como Equipo Unificado. Alemania Oriental hizo su debut en los Campeonatos del Mundo en 1962 y su debut olímpico en 1968.

## Resultados de la competencia por equipos

### Juegos Olímpicos
- 1968 —  
Maritta Bauerschmidt, Karin Janz, Marianne Noack, Magdalena Schmidt, Ute Starke, Erika Zuchold
- 1972 —  
Irene Abel, Angelika Hellmann, Karin Janz, Richarda Schmeißer, Christine Schmitt, Erika Zuchold
- 1976 –  
Carola Dombeck, Gitta Escher, Kerstin Gerschau, Angelika Hellmann, Marion Kische, Steffi Kräker
- 1980 –  
Maxi Gnauck, Silvia Hindorff, Steffi Kräker, Katharina Rensch, Karola Sube, Birgit Süss
- 1984 – no participó debido al boicot[2]
- 1988 –  [3]
Gabriele Faehnrich, Martina Jentsch, Dagmar Kersten, Ulrike Klotz, Betti Schieferdecker, Dörte Thümmler

### Campeonato Mundial de Gimnasia Artística
- 1962 – 5°
- 1966 – 4°
- 1970 –  
Angelika Hellmann, Karin Janz, Marianne Noack, Richarda Schmeißer, Christine Schmitt, Erika Zuchold
- 1974 –  
Angelika Hellmann, Annelore Zinke, Richarda Schmeißer, Bärbel Röhrich, Heike Gerisch, Irene Abel
- 1979 –  
Maxi Gnauck, Regina Grabolle, Silvia Hindorff, Steffi Kräker, Katharina Rensch, Karola Sube
- 1981 –  
Steffi Kräker, Annett Lindner, Birgit Senff, Kerstin Jacobs, Franka Voigt, Maxi Gnauck
- 1983 –  
Maxi Gnauck, Gabriele Faehnrich, Astrid Heese, Diana Morawe, Silvia Rau, Betti Schieferdecker
- 1985 –  
Gabriele Faehnrich, Jana Fuhrmann, Martina Jentsch, Dagmar Kersten, Ulrike Klotz, Jana Vogel
- 1987 –  
Dörte Thümmler, Ulrike Klotz, Martina Jentsch, Klaudia Rapp, Astrid Heese, Gabriele Faehnrich

## Gimnastas más condecoradas
Esta lista incluye a todas las gimnastas artísticas de Alemania Oriental que han ganado al menos cuatro medallas en los Juegos Olímpicos y el Campeonato Mundial de Gimnasia Artística combinados. Esta lista no incluye medallas ganadas como Alemania unificada. Tampoco se incluyen las medallas ganadas en los Juegos de la Amistad de 1984 (Olimpiadas alternativas).
| Pos. | Gimnasta           | Equipo                           | AA        | SC                        | BA                 | VE          | SL   | Total en Olímpicos | Total en el Mundo | Total |
| ---- | ------------------ | -------------------------------- | --------- | ------------------------- | ------------------ | ----------- | ---- | ------------------ | ----------------- | ----- |
| 1    | Maxi Gnauck        | 1979 1980 1981 1983              | 1979 1980 | 1981                      | 1979 · 1980 · 1981 | 1981 · 1983 | 1980 | 4                  | 9                 | 13    |
| 2    | Karin Janz         | 1968 · 1970 · 1972               | 1972      | 1970 · 1972               | 1968 · 1970 · 1972 | 1972        |      | 7                  | 3                 | 10    |
| 3    | Erika Zuchold      | 1968 · 1970 · 1972               | 1970      | 1966 · 1968 · 1970 · 1972 | 1972               | 1970        |      | 5                  | 5                 | 10    |
| 4    | Steffi Kräker      | 1976 · 1978 · 1979 · 1980 · 1981 |           | 1978 · 1979 · 1980 · 1981 | 1980               |             |      | 4                  | 6                 | 10    |
| 5    | Dagmar Kersten     | 1985 · 1988                      | 1985      | 1985                      | 1985 · 1988        |             |      | 2                  | 4                 | 6     |
| 6    | Gabriele Faehnrich | 1983 · 1985 · 1987 · 1988        |           |                           | 1985               |             |      | 1                  | 4                 | 5     |
| 7    | Angelika Hellmann  | 1970 · 1972 · 1974 · 1976        | 1974      |                           |                    |             |      | 2                  | 3                 | 5     |
| 8    | Ulrike Klotz       | 1985 · 1987 · 1988               |           |                           |                    |             | 1985 | 1                  | 3                 | 4     |